# Assunção do Piauí
Assunção do Piauí is een gemeente in de Braziliaanse deelstaat Piauí. De gemeente telt 8.370 inwoners (schatting 2009).
De gemeente grenst aan São Miguel do Tapuio, Pimenteiras en Quiterianópolis (CE).